# Diego de Zecenarro
Diego de Zecenarro fue un militar español, capitán de infantería de los ejércitos reales del Virreinato del Perú, que en el año 1677 se internó, junto con su hermano alférez Martín de Zecenarro y numerosos religiosos franciscanos encabezados por Fray Juan de Ojeda, hacia lo que actualmente son las provincias de Carabaya y Sandia, del departamento peruano de Puno.
Dicha expedición tuvo por finalidad avanzar en la exploración de los pueblos aledaños a la cuenca baja de los ríos Tambopata e Inambari (descubriendo este último), donde extirparon idolatrías e implantaron la religión católica mediante la fundación de postas misioneras. 
Asimismo, tentaron la búsqueda del mítico Paititi, según lo atestiguan diversas cartas del capitán al Virrey, informando el avance de sus pesquisas. Según la investigación de Wester Polentini y otros autores, basadas en los informes de De Zecenarro al Virrey, el capitán informó que:
''Con respecto a Paititi, no se ha hallado pueblo que se llame así, sino un río que se junta con otro llamado Manu, y que entre estos dos ríos ay un pueblo muy grande de muchissima suma de jente y lo gobiernan cuatro caciques y estos tienen mucha vajilla de oro y plata y que se sientan en banquillos de oro".
El capitán español se avecindó en Santa Úrsula del Maciapo (ciudad fundada por el mismo durante la expedición), donde probablemente falleció años después.

## Aporte a la disputa limítrofe entre Perú y Bolivia
El informe oficial suscrito por De Zecenarro con fecha 17 de septiembre de 1677, dirigido al Virrey Baltasar de la Cueva y Enríquez de Cabrera, fue utilizado por el diplomático Víctor Manuel Maúrtua para elaborar el sustento jurídico esgrimido por el Perú para defender la pertenencia de Carabaya y Sandia al territorio peruano, en el marco del arbitraje diplomático por límites sostenido por las repúblicas de Perú y de Bolivia en los primeros años del siglo XX; vale decir, dos siglos después de la expedición.
Dicho arbitraje concluiría con la suscripción del Tratado de Rectificación de Fronteras firmado entre Bolivia y Perú el 17 de septiembre de 1909, el mismo que estableció los límites existentes hasta el día de hoy.
El informe escrito por De Zecenarro al Virrey Conde de Castellar se halla en el Legajo 78 del Archivo de Indias de Sevilla, Sección Lima.